# Diamenty z Herkimer

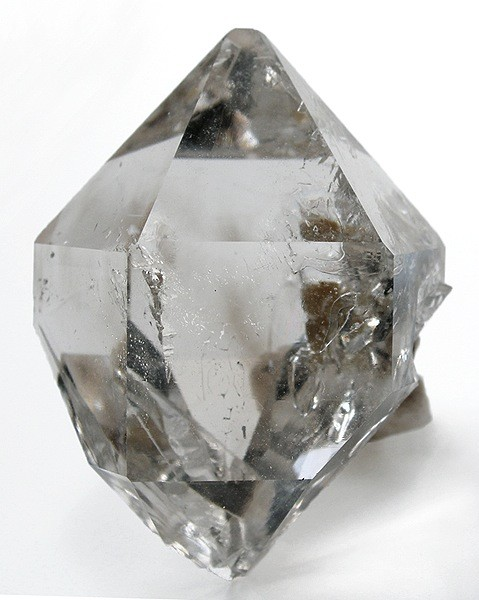
Diament z Herkimer

Diamenty z Herkimer – zwyczajowa nazwa bezbarwnej idealnie czystej odmiany kryształu górskiego o silnym połysku, przypominającej wyglądem diament. Lokalna odmiana diamentu marmaroskiego. 
- Są spotykane wśród dolomitów nad jeziorem George w okręgu Herkimer w stanie Nowy Jork.
- Od nazwy okręgu pochodzi ich nazwa.
- Ich średnica zwykle nie przekracza 1 cm.
- Stanowią poszukiwany kamień kolekcjonerski.
- Bywają stosowane do wyrobu biżuterii artystycznej i ozdób.